# Xynobius zephyrini
Xynobius zephyrini är en stekelart som först beskrevs av Fischer 1971.  Xynobius zephyrini ingår i släktet Xynobius och familjen bracksteklar. Inga underarter finns listade i Catalogue of Life.